# Prodan Georgiev
Prodan Georgiev (em búlgaro:  Продан Георгиев, 1904 — data de morte desconhecido) foi um ciclista olímpico búlgaro. Representou sua nação nos Jogos Olímpicos de Verão de 1924.